# Peter Schnitler
Peter Schnitler, född den 17 januari 1690 i Köpenhamn, död den 23 januari 1751 i Trondheim, var en dansk-norsk jurist och militär. Han var systerson till jordägaren och ämbetsmannen Hans Nobel. Han är särskilt ihågkommen för sitt arbete med gränsen mellan Norge och Sverige på 1740-talet.
Schnitlers protokoll blev utgivna i tre band 1929, 1962 och 1985, som Major Peter Schnitlers grenseeksaminasjonsprotokoller 1742–1745.